# SN 2005aa
SN 2005aa – supernowa typu II odkryta 1 lutego 2005 roku w galaktyce M+05-22-08. W momencie odkrycia miała maksymalną jasność 18,80m.